# Josep Sánchez i Pagès
Josep Sánchez i Pagès (Ribes de Freser, Ripollès, 25 de maig de 1951) és un polític català, diputat en la V Legislatura del Parlament de Catalunya.
Es graduà en enginyeria industrial a l'Escola Tècnica Superior d'Enginyers Industrials de Barcelona (ETSEIB) i és màster en gestió gerencial per l'Escola d'Alta Direcció i Administració (EADA) i diplomat en Programa de Direcció General per l'Institut d'Estudis Superiors de l'Empresa (IESE).
Establert a Reus, milita a Convergència Democràtica de Catalunya, on fou elegit diputat a les eleccions al Parlament de Catalunya de 1995. Ha estat membre de la Comissió d'Estudi de la Revisió i l'Aplicació del Pla de Seguretat de les Químiques de Tarragona (Plaseqta).